# Trayectoria balística

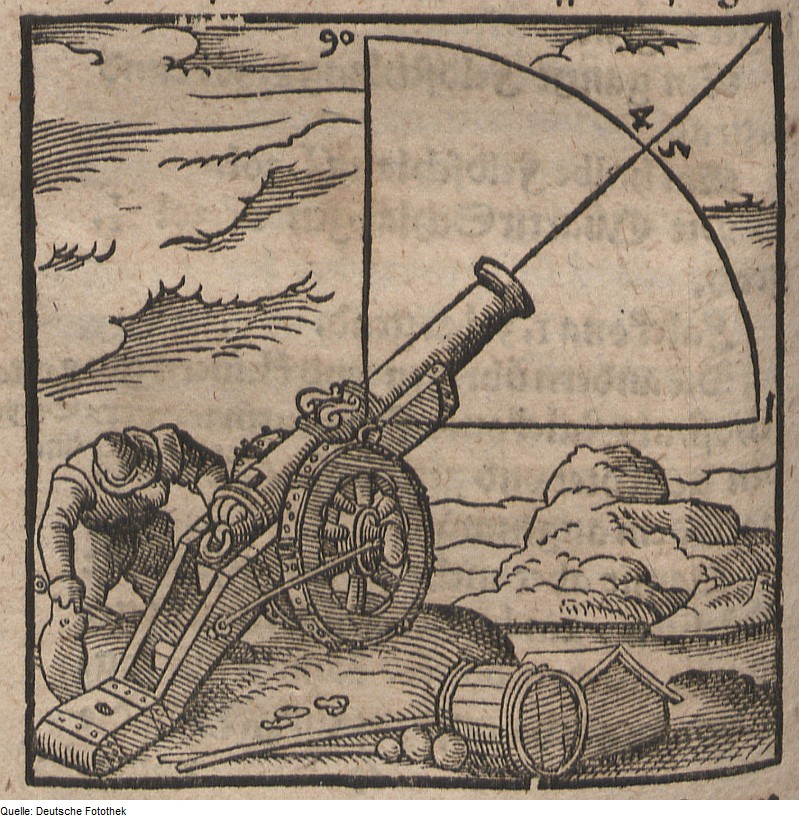
El máximo alcance balístico se logra a 45°.

La trayectoria balística es la trayectoria de vuelo que sigue un proyectil sometido únicamente a su propia inercia y a las fuerzas inherentes al medio en el que se desplaza, principalmente la fuerza gravitatoria.
La ciencia que estudia los fenómenos balísticos en general se denomina balística. La balistica exterior estudia la trayectoria balística bajo diversas condiciones.
Cuando sobre el proyectil tan solo actúa la gravedad, la trayectoria balística es una parábola. Sin embargo, la presencia de otras fuerzas, tales como la resistencia aerodinámica (atmósfera), la fuerza de sustentación, la fuerza de Coriolis (efecto de la rotación terrestre), etc. hace que la trayectoria real sea algo diferente de una parábola.
Algunos proyectiles autopropulsados se denominan balísticos haciendo hincapié que no existe propulsión nada más que en la fase inicial de lanzamiento ('fase caliente'). Un ejemplo de ello son los misiles balísticos que en su fase de caída carecen de autopropulsión.

## Ecuaciones de la trayectoria balística

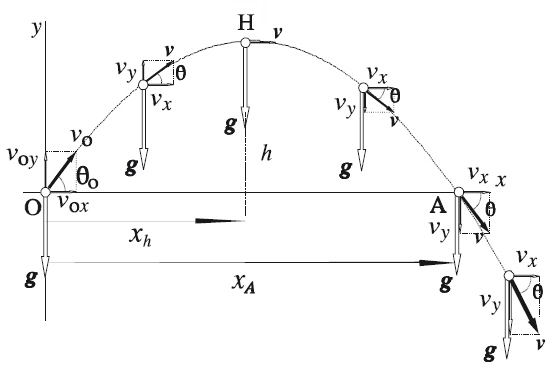
Figura 1. Esquema de la trayectoria del movimiento balístico.

Objeto disparado con un ángulo inicial desde un punto que sigue una trayectoria parabólica.

Utilizaremos las siguientes hipótesis simplificadoras: 
- El alcance del proyectil es suficientemente pequeño como para poder despreciar la curvatura de la superficie terrestre (la aceleración gravitatoria {\displaystyle \mathbf {g} \,} es normal a dicha superficie);
- La altura que alcanza el proyectil es suficientemente pequeña como para poder despreciar la variación del campo gravitatorio terrestre con la altura;
- La velocidad del proyectil es suficientemente pequeña como para poder despreciar la resistencia que presenta el aire a su movimiento.
- No tendremos en cuenta el efecto de rotación de la Tierra que, como veremos más adelante, tiende a desviar el proyectil hacia la derecha de su trayectoria cuando el movimiento tiene lugar en el hemisferio Norte.

Supongamos que se dispara el proyectil con una velocidad inicial {\displaystyle \mathbf {v} _{0}\,} que forma un ángulo {\displaystyle \mathbf {\theta } _{0}\,} con la horizontal. Escogeremos el plano xy coincidiendo con el plano de la trayectoria (definido por {\displaystyle \mathbf {v} _{0}\,} y {\displaystyle \mathbf {g} \,}), con el eje y vertical y dirigido hacia arriba y el origen O coincidiendo con la posición de disparo del proyectil. Tenemos:

(1){\displaystyle \mathbf {r} _{0}=\;{\begin{cases}x_{0}=0\\y_{0}=y_{0}\end{cases}}}

(2){\displaystyle \mathbf {v} _{0}=\;{\begin{cases}v_{0x}=v_{0}\cos \theta _{0}\\v_{0y}=v_{0}\sin \theta _{0}\end{cases}}}

(3){\displaystyle \mathbf {a} =\;{\begin{cases}a_{0x}=0\\a_{0y}=-g\end{cases}}}

La componente horizontal de la velocidad permanece invariable, pero la componente vertical cambia en el transcurso del tiempo. En la figura 1 se observa que el vector velocidad inicial {\displaystyle \,v_{0}} forma un ángulo inicial {\displaystyle \,\theta _{0}} respecto al eje x; el ángulo {\displaystyle \,\theta } que forma la velocidad con la horizontal, que coincide con la pendiente de la trayectoria, cambia conforme avanza el proyectil.
Integrando las ecuaciones (3) y teniendo en cuenta las condiciones iniciales (2)

(4){\displaystyle \mathbf {v} =\;{\begin{cases}v_{x}=v_{0}\cos \theta _{0}\\v_{y}=v_{0}\sin \theta _{0}-gt\end{cases}}}

Mediante nueva integración de (4), con las condiciones iniciales (1), obtenemos el vector de posición del proyectil:

(5){\displaystyle \mathbf {r} =\;{\begin{cases}x=v_{0}t\cos \theta _{0}\\y=y_{0}+v_{0}t\sin \theta _{0}-{\frac {1}{2}}gt^{2}\end{cases}}}

Estas dos ecuaciones constituyen las ecuaciones paramétricas de la trayectoria. Si eliminamos el tiempo entre las expresiones de las componentes x e y del vector de posición con las ecuaciones que dan las posiciones {\displaystyle \ x} e {\displaystyle \ y}, obtendremos la ecuación algebraica de la trayectoria, esto es:

(6){\displaystyle y=y_{0}+x\tan \theta _{0}-{\frac {g}{2v_{0}^{2}\cos ^{2}{\theta _{0}}}}x^{2}}

que representa una parábola en el plano x,y.
En la figura 1 se muestra esta representación, pero en ella se ha considerado {\displaystyle \ y_{0}=0} (no así en la animación respectiva). En esa figura también se observa que la altura máxima en la trayectoria parabólica se producirá en H, cuando la componente vertical de la velocidad {\displaystyle \ v_{y}} sea nula (máximo de la parábola); y que el alcance horizontal {\displaystyle \ x} ocurrirá cuando el cuerpo retorne al suelo, en {\displaystyle \ y=0} (donde la parábola corta al eje {\displaystyle \ x}).
A partir de las ecuaciones anteriores podemos obtener mucha información acerca del movimiento del proyectil. 
Por ejemplo, en el supuesto de que {\displaystyle y_{0}=0\,}, el tiempo {\displaystyle t_{h}\,} necesario para que el proyectil alcance la altura máxima {\displaystyle h\,} lo determinamos anulando la componente vertical de la velocidad en [4], ya que en ese punto la velocidad del proyectil es horizontal. La altura máxima {\displaystyle h\,} alcanzada por el proyectil y el recorrido horizontal {\displaystyle x_{h}\,} realizado hasta ese instante los calculamos sustituyendo el tiempo {\displaystyle t_{h}\,} en las componentes del vector de posición {\displaystyle \mathbf {r} \,} en [5], obteniéndose:

(7){\displaystyle {\begin{cases}t_{h}={\frac {v_{0}\sin \theta _{0}}{g}}\\x_{h}={\frac {v_{0}^{2}\sin 2\theta _{0}}{2g}}\\y_{h}=h={\frac {v_{0}^{2}\sin ^{2}\theta _{0}}{2g}}\end{cases}}}

El tiempo {\displaystyle t_{A}\,} que emplea el proyectil en retornar al plano horizontal de lanzamiento recibe el nombre de tiempo de vuelo y lo podemos calcular haciendo {\displaystyle y=0\,} en [5]. El alcance {\displaystyle x_{A}\,} es la distancia horizontal cubierta durante ese tiempo y se determina sustituyendo el valor del tiempo de vuelo en {\displaystyle x(t)\,} en [5]:

(7){\displaystyle {\begin{cases}t_{A}={\frac {2v_{0}\sin \theta _{0}}{g}}\\x_{A}={\frac {v_{0}^{2}\sin 2\theta _{0}}{g}}\\y_{A}=0\end{cases}}}

Obsérvese que {\displaystyle t_{A}=2t_{h}\,}, que {\displaystyle x_{A}=2x_{h}\,} y que, para un valor fijo de {\displaystyle v_{0}\,}, el alcance será máximo para un ángulo de disparo de 45°. Por otra parte, como {\displaystyle \sin 2(90^{o}-\theta _{0})=\sin 2\theta _{0}\,}, se obtiene el mismo alcance para un ángulo de disparo dado y para su complementario.

## Movimiento balístico con fricción

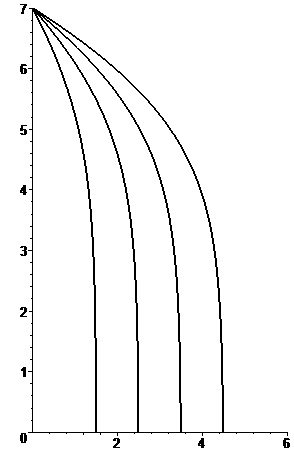
Rozamiento -k_{w}v. Trayectorias casi parabólicas con rozamiento proporcional a la velocidad, para cinco valores diferentes de la velocidad horizontal β = 1,5, β = 2,5, β = 3,5 y β = 4,5, desde una altura h = 7δ.

La presencia en el medio de un fluido, como el aire, ejerce una fuerza de rozamiento que depende del módulo de la velocidad y es de sentido opuesto a esta. En esas condiciones, el movimiento de una partícula en un campo gravitatorio uniforme no sigue estrictamente una parábola y es sólo casi-parabólico. En cuanto a la forma del rozamiento se distinguen dos casos.

### Movimiento a baja velocidad
Para un fluido en reposo y un cuerpo moviéndose a muy baja velocidad, el flujo alrededor del cuerpo puede considerarse laminar y, en ese caso, el rozamiento es proporcional a la velocidad. La ecuación de la trayectoria resulta ser:

{\displaystyle y(x)=h_{0}-\delta \left[{\frac {x}{\beta \delta }}-\ln \left(1-{\frac {x}{\beta \delta }}\right)\right]}

donde:
{\displaystyle h_{0}\;} es la altura inicial desde la que cae el cuerpo.
{\displaystyle \delta =gm^{2}/k_{w}^{2},\quad \beta =v_{x}k_{w}/mg} son dos parámetros que definen el problema en términos de las magnitudes del problema.
{\displaystyle m,g,k_{w},v_{x}\;} son la masa del cuerpo que cae, la aceleración de la gravedad, el coeficiente de rozamiento y la velocidad horizontal inicial.
Para alturas suficientemente grandes el rozamiento del aire hace que el cuerpo caiga según una trayectoria cuyo último tramo es prácticamente vertical, al ser frenada casi completamente la velocidad horizontal inicial.

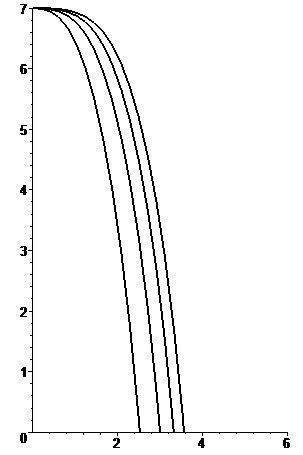
Rozamiento -C_{w}v^{2}. Trayectorias casi parabólicas con rozamiento proporcional a la velocidad al cuadrado, para cinco valores diferentes de la velocidad horizontal β = 1,5, β = 2,5, β = 3,5 y β = 1,5, desde una altura h = 7δ.

### Movimiento a velocidad moderada o grande
A velocidades moderadamente grandes o grandes, o cuando el fluido está en movimiento, el flujo alrededor del cuerpo es turbulento y se producen remolinos y presiones que generan una fuerza de frenado proporcional al cuadrado de la velocidad.
En lugar de las ecuaciones anteriores, más difíciles de integrar, se puede usar en forma aproximada las siguientes ecuaciones:

{\displaystyle {\begin{cases}{\cfrac {dv_{x}}{dt}}=-C_{w}v_{x}^{2}\\{\cfrac {dv_{y}}{dt}}=+C_{w}v_{y}^{2}-g\end{cases}}}

Para esas ecuaciones la trayectoria viene dada por:

{\displaystyle y(x)=h_{0}-\delta \ln \left[\cosh \left({\frac {e^{x/\delta }-1}{\beta }}\right)\right]}

Donde:
{\displaystyle h_{0}\;} es la altura inicial desde la que cae el cuerpo.
{\displaystyle \delta =1/C_{w},\quad \beta ={\sqrt {g/(C_{w}v_{x}^{2})}}} son dos parámetros que definen el problema en términos de las magntiudes del problema.
{\displaystyle g,C_{w},v_{x}\;} son la aceleración de la gravedad, el coeficiente de rozamiento y la velocidad horizontal inicial.